# Người trẻ sính mốt
Người trẻ sính mốt hay cô cậu sính mốt (tiếng Anh: teenybopper) là một người trẻ tuổi thuộc thế hệ thanh thiếu niên, thích chạy theo các mốt và xu hướng của giới trẻ trong âm nhạc, thời trang và văn hóa. Thuật ngữ này có thể do các chuyên gia marketing và các nhà tâm lý học tạo ra, rồi tự nó trở thành tiểu văn hóa. Cụm từ tiếng Anh "teenybopper" được đưa ra vào thập niên 1950 để chỉ các cô cậu thanh thiếu niên chủ yếu nghe nhạc pop và/hay rock and roll chứ không nghe nhiều dòng nhạc khác. Nó lại được sử dụng rộng rãi một lần nữa vào cuối những năm 1960 - đầu những năm 1970, theo sau sự gia tăng trong việc tiếp thị nhạc pop, các thần tượng teen và mốt thời trang nhắm vào riêng các cô gái trẻ, trung bình ở độ tuổi từ 10 - 15.

## Khía cạnh tiểu văn hóa
Tiểu văn hóa này chỉ riêng đến các cô gái trẻ nhưng đôi khi còn là một số ít chàng trai nữa. Vì là tiểu văn hóa nên nó "ẩn mình và luôn chuẩn bị trước", nó cho phép các thiếu nữ gắn bó với nhóm bạn cùng sở thích và "hoạt động trong sự bí mật, kín đáo của văn hóa con gái với nghi thức thể hiện lòng hâm mộ tránh xa con mắt chế nhạo của nam giới", ngoài ra còn không có nguy cơ bị nổi bật lên hay làm bẽ mặt, và nó hợp với sự ẩn mình để tránh bị gán mác dâm dục.